# Arno Babajanian
Arnó Arutiúnovich Babadzhanián (en armenio: Առնօ Պապաճանեան; en ruso: Арно́ Арутю́нович Бабаджаня́н; 22 de enero de 1921 – 11 de noviembre de 1983) fue un compositor y pianista soviético y armenio. Fue nombrado Artista del Pueblo de la URSS en 1971.

## Biografía
Nació en Ereván el 22 de enero de 1921. A la edad de 5 años, su talento musical era evidente y el compositor Aram Jachaturián sugirió que el niño recibiera una formación musical adecuada. Dos años más tarde, en 1928, ingresó en el Conservatorio Estatal Komitas de Ereván. En 1938 continuó sus estudios en Moscú con Vissarión Shebalín.
Posteriormente regresó a Ereván, donde de 1950 a 1956 enseñó en el conservatorio. En 1952, escribió el Trío con piano en fa sostenido menor. Recibió elogios inmediatos y fue considerada una obra maestra desde el momento de su estreno. Posteriormente, realizó giras de conciertos por toda la Unión Soviética y Europa. En 1971, fue nombrado Artista del Pueblo de la URSS.
Escribió en varios géneros musicales, incluidas muchas canciones populares en colaboración con poetas destacados como Yevgueni Yevtushenko y Róbert Rozhdéstvenski. Gran parte de su música tiene sus raíces en la música y el folklore armenios, que generalmente utiliza en el estilo virtuoso de Rajmáninov y Jachaturián. Sus obras posteriores estuvieron influenciadas por Prokófiev y Bartók. Elogiado por Dmitri Shostakóvich como un "brillante profesor de piano", Babadzhanián también fue un destacado pianista y, a menudo, interpretó sus propias obras en conciertos.

## Lista de obras principales

### Obras para piano

#### Para piano solo
- Prelude (1938)
- Vagharshapat dance (1943)
- Impromptu (1944)
- Polyphonic sonata (1946, revised 1956)
- Capriccio (1951)
- Six pictures (1963–64)
- Poem (1965)
- Meditation (1969)
- Melody and Humoresque (1970)
- Elegy (1978)

#### Para dos pianos
- Dance (principios de la década de 1940)
- Armenian Rhapsody (1950)
- Festive (1960, incluye instrumentos de percusión)

### Obras para instrumento solista y piano.
- Violin sonata (1958)
- Air and Dance for Cello (1961)

### Obras de cámara
- String quartet No. 1 (1938)
- String quartet No. 2 (1947)
- Piano trio (1952)
- String quartet No. 3 (1976)

### Obras orquestales
- Poem-rhapsody (1954, revisado en 1980)
- March of the Soviet Police (1977)

#### Concierto
- Piano concerto (1944)
- Violin concerto (1948)
- "Heroic ballade" para piano y orquesta (1950)
- Cello concerto (1962)

#### Piezas de ballet
- "Parvana" (Парвана) (1954–56; incompleta, probablemente perdida)
- "Pas-de-deux" (Па-де-де)
- "Stellar symphony" (Звездная симфония) (principios de la década de 1960)
- "Umbrellas" (Зонтики)
- "Sensation" (Сенсация)

#### Piezas para orquesta escénica
- Armenian Lipsi
- Rhythmic dance
- In Karlovy Vary
- Come to Yerevan
- Festive Yerevan
- Nocturne (Pieza de concierto para piano y orquesta) (1980)
- Dreams (Pieza de concierto para piano y orquesta) (1982)

### Bandas sonoras de películas
- Looking for the addressee (В поисках адресата) (1955)
- Path of thunder (Тропою грома) (1956)
- Personally known (Лично известен) (1957)
- The Song of First Love (Песня первой любви) (1958)
- A Groom from the Other World (Жених с того света) (1958)
- Bride from the North (Невеста с севера) (1975)
- My heart is in the Highlands (В горах мое сердце) (1975)
- Baghdasar's divorce (Багдасар разводится с женой) (1976)
- Chef contest (Приехали на конкурс повара) (1977)
- The flight starts from the Earth (Полет начинается с земли) (1980)
- The mechanics of happiness (Механика счастья) (1982)

### Canciones (más de 200 en total; selección)
- "Nocturne" ("Ноктюрн")
- "Bring me back the music" (""Верни мне музыку")[1]
- "Beauty queen" ("Королева красоты")
- "Wedding" ("Свадьба")
- "Best city in the world" ("Лучший город Земли"), originalmente interpretada por Jean Tatlián y convertida en un clásico por Muslim Magomáyev [2]
- "Grateful to you" ("Благодарю тебя")
- "Ferris wheel" ("Чертово колесо")
- "Heart on snow" ("Сердце на снегу")
- "The blue taiga" ("Голубая тайга")
- "Dum spiro, spero" (Пока я помню, я живу)
- "Aria-vocalise" (Ария-вокализ)

## Honores, premios y medallas.
- 1935 - Los dos primeros premios por dos canciones dedicadas al 15º aniversario de la Armenia soviética
- 1937 - Primer premio a la mejor interpretación de las Variaciones para piano de Aleksandr Glazunov en el Conservatorio de Ereván.
- 1939 - Primer premio a la mejor interpretación de obras de compositores soviéticos.
- 1945 - Medalla "por la defensa del Cáucaso"
- 1945 - Medalla "por el trabajo valiente"
- 1947 - Segundo premio por tres piezas para piano (o el Concierto para piano) en el 1er Festival Mundial de la Juventud y los Estudiantes en Praga
- 1951 - Premio Stalin, tercer grado, por la "Balada heroica" para piano y orquesta
- 1953 - Segundo premio por la canción "Fly Aloft the Friendship Banner" en el II Festival Mundial de la Juventud y los Estudiantes en Bucarest
- 1956 - Orden de la Bandera Roja del Trabajo [3]
- 1956 - Artista Benemérito de la República Socialista Soviética de Armenia
- 1962 - Artista del Pueblo de la República Socialista Soviética de Armenia
- 1967 - Premio estatal de la República Socialista Soviética de Armenia por "6 cuadros" para piano solo
- 1971 - Artista del Pueblo de la URSS
- 1973 - Premio al mejor compositor en el 2º Festival de Música de Tokio por la canción "Ferris wheel"
- 1973 - Ciudadano honorable de dos ciudades de Texas
- 1981 - Orden de Lenin
- 1983 (póstumamente) - Premio estatal de la RSS de Armenia por la banda sonora de la película "La mecánica de la felicidad"

Un planeta menor, 9017 Babadzhanyan, recibió su nombre. 

## Legado
Es ampliamente considerado como uno de los más grandes compositores de la era soviética.

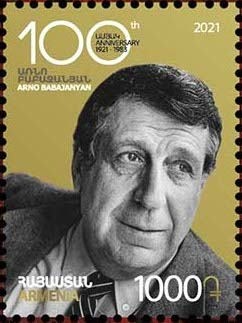
En un sello armenio
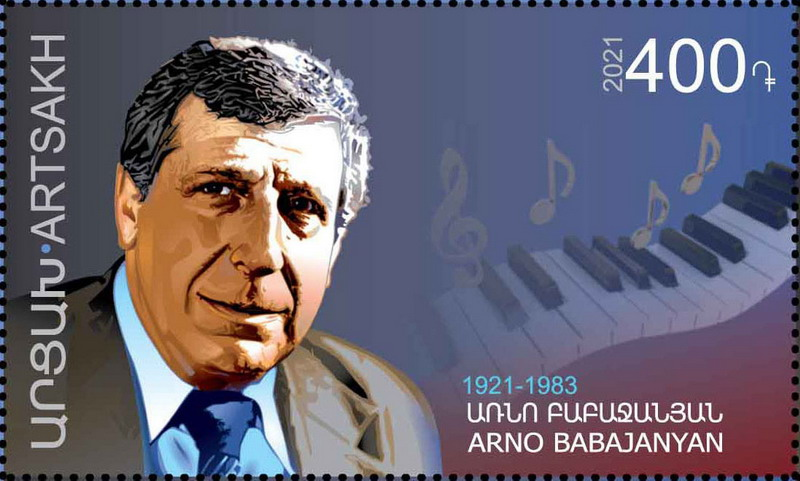
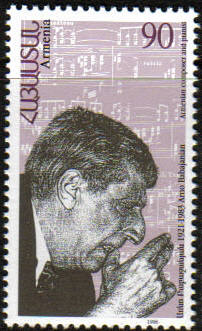
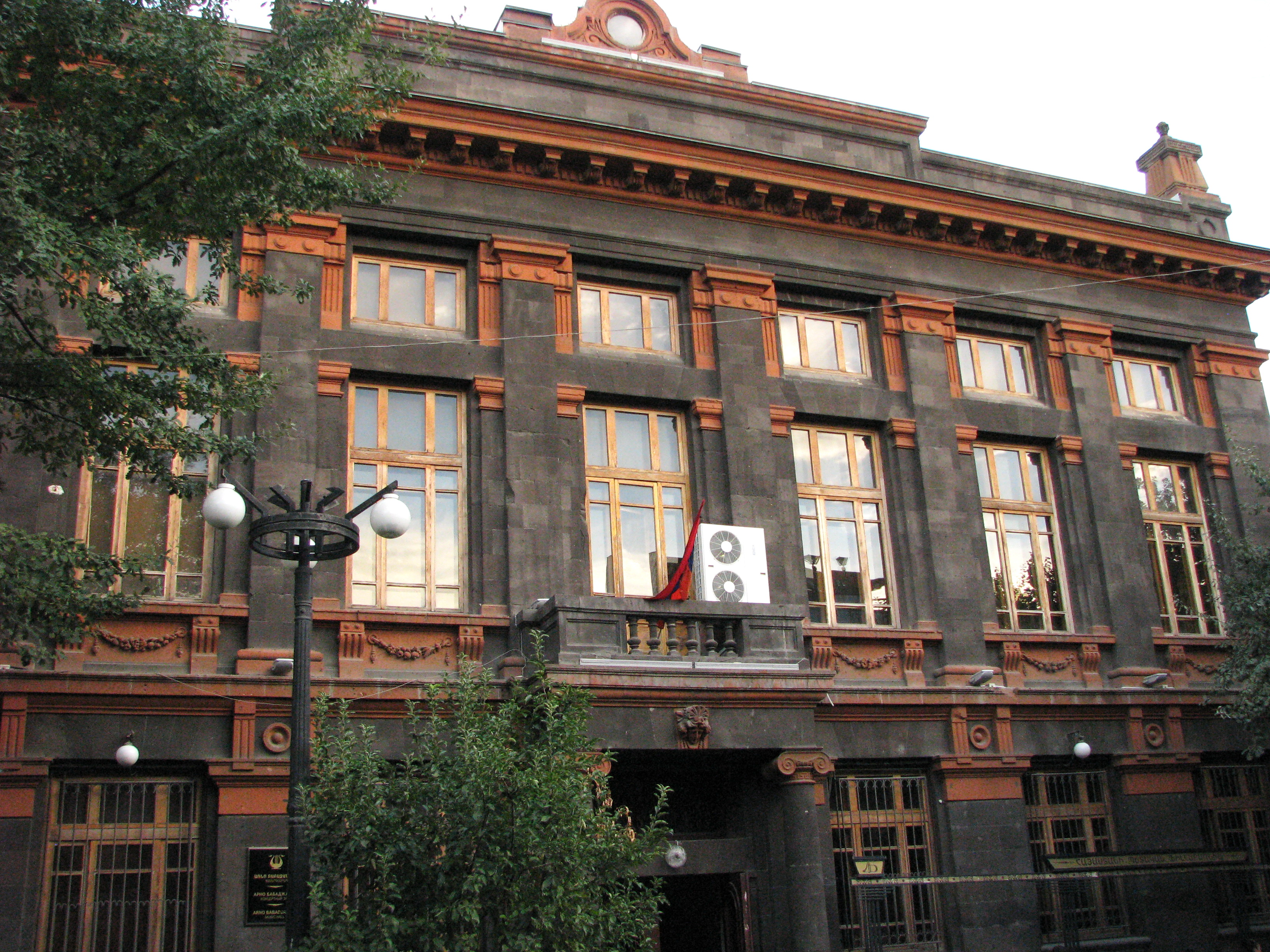
Sala de conciertos Arnó Babadzhanián, calle Abovián, Ereván
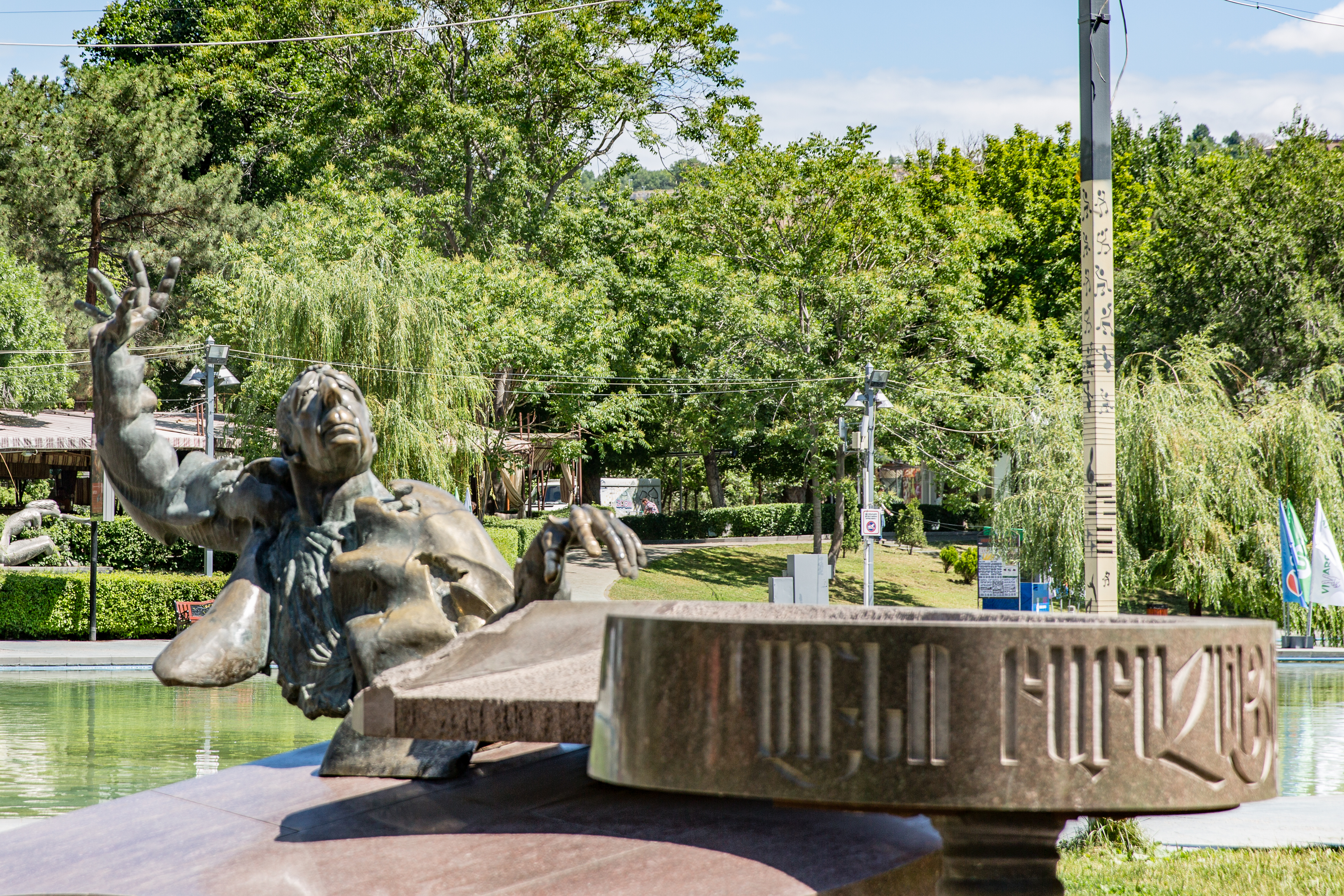
Estatua de Arnó Babadzhanián en Ereván
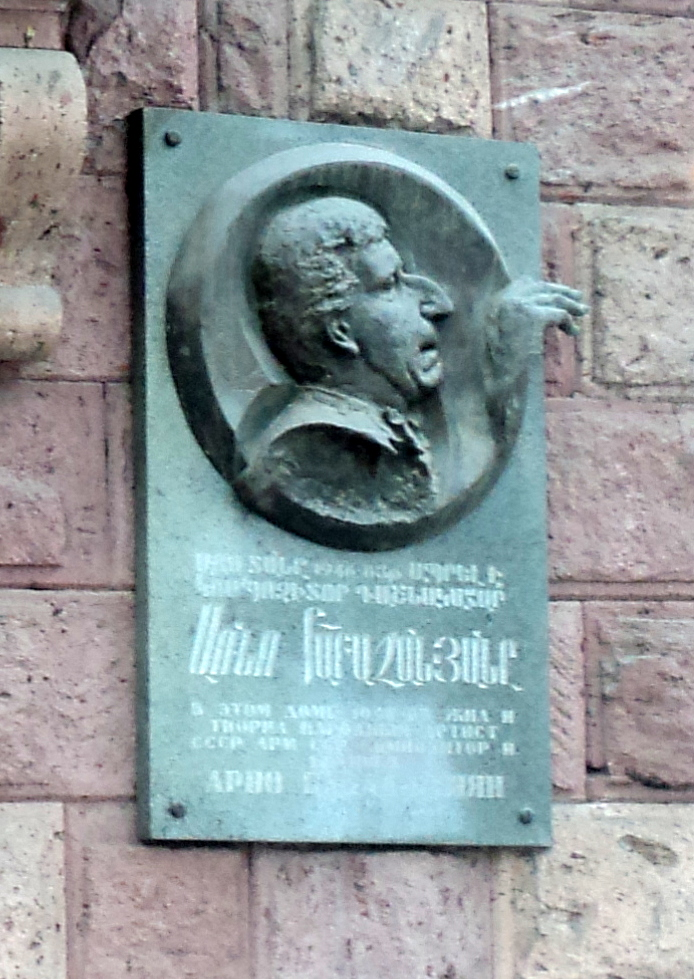
Plaza de Arnó Babadzhanián en la avenida Mashtóts, Ereván